# Trần phi (Thanh Thế Tổ)
Thứ phi Trần thị (chữ Hán: 庶妃陈氏, ? - 1690), là một phi tần của Thanh Thế Tổ Thuận Trị Đế trong lịch sử Trung Quốc.

## Cuộc đời
Sử sách không ghi năm sinh của Thứ phi, chỉ biết bà họ Trần, có lẽ thuộc Hán quân kỳ. Khi bà nhập cung, chế độ hậu cung chưa hoàn thiện, cũng có thể bà chưa trở thành tần phi nên chưa có phong hiệu chính thức, chỉ gọi là Thứ phi.
Ngày 22 tháng 4 năm Thuận Trị thứ 9 (1652), Thứ phi Trần thị sinh hạ Hoàng trưởng nữ, khi đó còn rất trẻ. Tuy nhiên tháng 11 năm sau, Công chúa yểu mệnh qua đời. Năm Thuận Trị thứ 14 (1657), bà tiếp tục sinh Hoàng ngũ tử, đặt tên Thường Ninh (sau là Cung Thân vương). Bấy giờ trong số các hậu phi, chỉ có hai vị Thứ phi Ba thị (庶妃巴氏) và Trần thị sinh hai con cho Hoàng đế, có thể thấy là được sủng ái, địa vị vững chắc ở Hậu cung.
Có thuyết kể rằng năm Thuận Trị thứ 13 (1656), Hiền phi Đổng Ngạc thị vừa mới nhập cung, được Thuận Trị Đế chuyên sủng, trong vòng một tháng tấn phong thành Hoàng quý phi, địa vị chỉ thấp hơn Hoàng hậu một bậc. Thứ phi Trần thị dần dần thất sủng, từ đó mưu hại Hoàng Quý phi để tranh sủng. Tuy nhiên sự việc chưa thành thì bị Hiếu Trang Hoàng thái hậu phát giác. Nhờ sinh Hoàng ngũ tử chưa lâu, bà không bị xử tử mà chỉ bị Thái hậu tước bỏ thân phận Phi, đày vào lãnh cung, không cho gặp con.
Năm 1671, Khang Hi Đế lên ngôi. Thường Ninh, con trai Trần thị được phong Cung Thân vương (恭親王). Năm Khang Hi thứ 29 (1690), Thứ phi qua đời, không rõ bao nhiêu tuổi. Khi này Cung Thân vương đang đánh trận, được phong làm An Bắc Đại tướng quân (安北大将军). Khang Hi niệm tình Trần thị là thân mẫu Đại tướng quân, truy phong Hoàng thái phi nhưng không có thụy hiệu. Bà được táng vào lăng mộ riêng của Hiếu Huệ Chương Hoàng hậu, tức là Hiếu Đông lăng (孝東陵) thuộc Thanh Đông lăng, cùng với 6 vị Phi, 17 vị Cách cách cùng 4 vị Phúc tấn khác, đều là những tiểu phi tần của Thuận Trị Đế.